# Uwe Finnern
Uwe Finnern (* 2. April 1952) ist ein ehemaliger deutscher Fußballspieler.
Der gelernte Kaufmännische Angestellte begann seine Karriere als Mittelfeldspieler bei Rot-Weiss Essen in der Regionalliga West. Mit diesem Verein stieg er 1973 in die Bundesliga auf und bestritt in den nächsten drei Jahren 38 Bundesligaspiele (ohne Torerfolg).
1976 wechselte er in die 2. Bundesliga Nord zu Bayer 05 Uerdingen, kam aber in der ersten Saison nur zu vier Einsätzen in der Zweiten Liga. Ein Jahr später waren es dann aber bereits 33 Spiele, in denen er vier Tore erzielte. In der Saison 1978/79 bestritt er weitere elf Zweitligaspiele (ein Tor) für die Krefelder, bevor er während der Saison zu Alemannia Aachen wechselte und weitere 21 Zweitligaspiele bestritt. Bis 1981 spielte er für die Aachener weitere 42 Zweitligaspiele und kam damit auf insgesamt 111 Zweitligaspiele und fünf Tore. Für Aachen bestritt er auch 2 Spiele im DFB-Pokal. Später spielte er noch für Schwarz-Weiß Essen.